# Mullvad
För andra betydelser, se Mullvad (olika betydelser).
Mullvad (Talpa europaea) är ett litet däggdjur som tillhör familjen mullvadsdjur. Den lever till största delen ensam i underjordiska gångar som den gräver ut i lös fuktig jord.

## Utseende

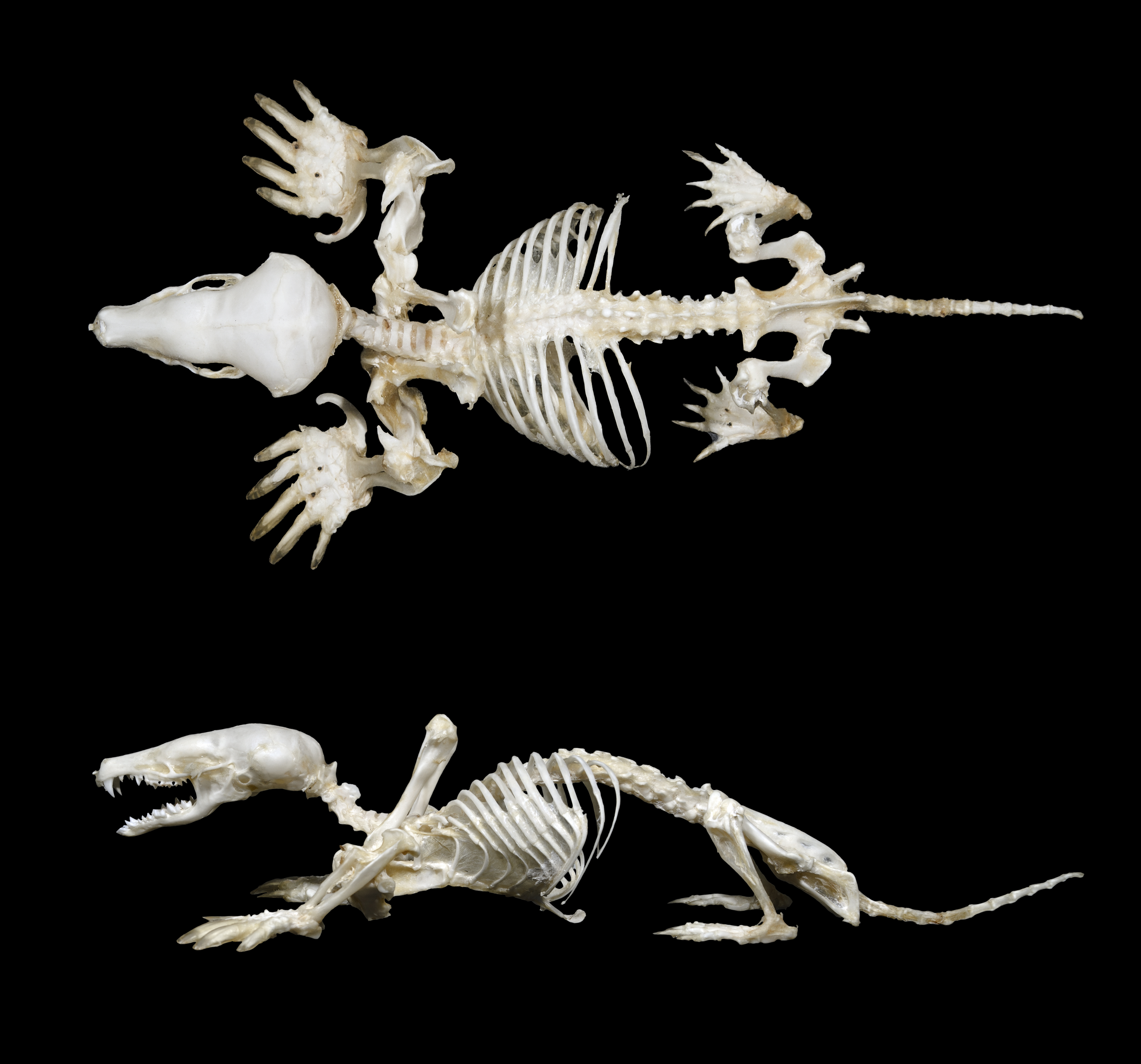
Skelett av mullvad.

Mullvaden är ett litet djur som mäter 11 till 16 cm och väger 72 till 128 gram. Den har spetsig nos och en cylindrisk kropp som är täckt av tät skimrande mörk päls. Djuret är svart-blåaktigt eller svart-gråaktigt, undantagsvis kan den vara vit eller gulaktig av genetiska orsaker. Svansen är cirka 2,5 cm lång.
Ögonen är mycket små och örat saknar ytteröra. Nosen slutar med ett långsmalt tryne som bärs upp av ett speciellt ben.[källa behövs] Nosen är ett känsligt känselorgan som inte används i grävandet. Framfötterna är väl anpassade för grävning, med fem äkta fingrar som är försedda med kraftiga klor och förenade med ett membran som når nästan ända fram till klorna. Dessutom har mullvaden ytterligare en "tumme" som bildas av ett sesamben (jämför med bilden av mullvadens skelett).
Mullvadens syn är dålig och den kan inte urskilja rörelser, vilket gör den mycket sårbar ovan jord. Den hör bra. Den har mycket kraftiga tänder och kan dra ut en mask ur jorden även om denna har flera centimeters fäste. Det taktila sinnet är mycket välutvecklat, med särskilda känselhår på nosen, framfötterna och bakfötterna. Den köttiga morrhårsförsedda nosen är ett känselorgan som mullvaden kan använda när den undersöker sin omvärld.

## Systematik
Mullvaden är en av nio arter i släktet Talpa. De andra arterna i släktet förekommer vid Medelhavet samt i nordöstra och västra Asien. Hur dessa arter är släkt med varandra är huvudsakligen outforskat.[källa behövs] Släktet Talpa och flera arter från östra- och sydöstra Asien bildar tillsammans släktgruppen Talpini.

## Utbredning och habitat
Arten förekommer från Storbritannien i väst (den saknas på Irland) över Central- och Östeuropa till västra delar av Sibirien, ungefär till regionen av floderna Ob och Irtysj. Mullvaden finns även i södra Nordeuropa men den föredrar tempererade områden och saknas därför längst i norr samt i Kaukasus och vid Medelhavet. I de sistnämnda regionerna finns därför andra arter av släktet Talpa. I Alperna förekommer den upp till 2 400 meter över havet.

### Förekomst i Sverige
I Sverige förekommer den från Skåne och vanligen norrut till Östergötland och Västergötland. Enstaka fynd norr om denna region är dokumenterade.
I Finland förekommer den betydligt längre norrut ända upp till Österbotten.

## Ekologi

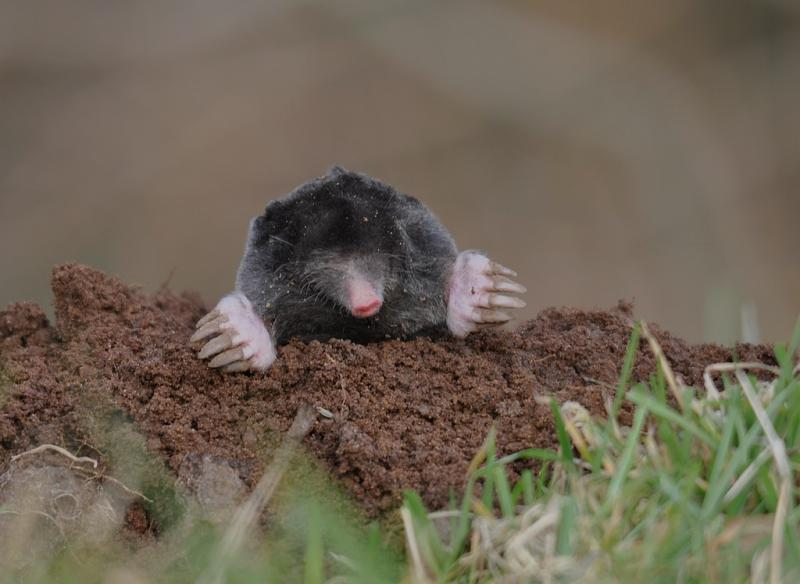
Mullvad som sticker upp huvudet ur öppning i jorden.

Mullvaden föredrar bördig slättmark men förekommer lokalt i bergstrakter. Habitatet utgörs av ängar, skogar, trädgårdar och odlingsmark, och den undviker vanligen barrskogar, sandiga kullar och myrmark.
Mullvaden är ett ensamlevande djur som lever största delen av sitt liv nere i de underjordiska gångarna som den gräver ut. Den lever i ett komplext system av gångar, djupa (15–25 cm) gångar som är ganska permanenta samt ytligare gångar (några få centimeter under ytan) som är tillfälliga. De ytliga gångarna används för att söka mat och för att hitta en partner. Mullvadshögarna bildas där mullvaden skyfflar ut jord i änden på en gång. Boet är i allmänhet en enkel utvidgning av en av de djupa gångarna och en miljö där den kan upprätthålla acceptabel temperatur. Ytan som mullvaden genomletar i jakt på sin föda varierar mellan 600 och 900 kvadratmeter. Sin närvaro ger mullvaden till känna genom att kasta upp ständigt nya jordhögar, som visar utsträckningen av dess jaktområde och utgörs av den jord som avlägsnats ur de vågräta gångar som den grävt.
Mullvaden söker även sin föda under mark. Den är en omnivor, men livnär sig främst på andra jordlevande djur såsom daggmaskar (80 %), larver, insekter, näbbmöss, sniglar etc. Dessutom äter den också snäckor, grodor samt smärre kräldjur. Den äter dagligen omkring 50 % av sin egen kroppsvikt (5 till 50 gram, genomsnittligt 20 gram). På grund av sin mycket stora aptit, måste den ständigt förstora de ytligt liggande gångarna. Vid bytets uppsökande, vägleds mullvaden av sitt synnerligen starkt utvecklade luktsinne. Även dess hörsel är förträfflig.

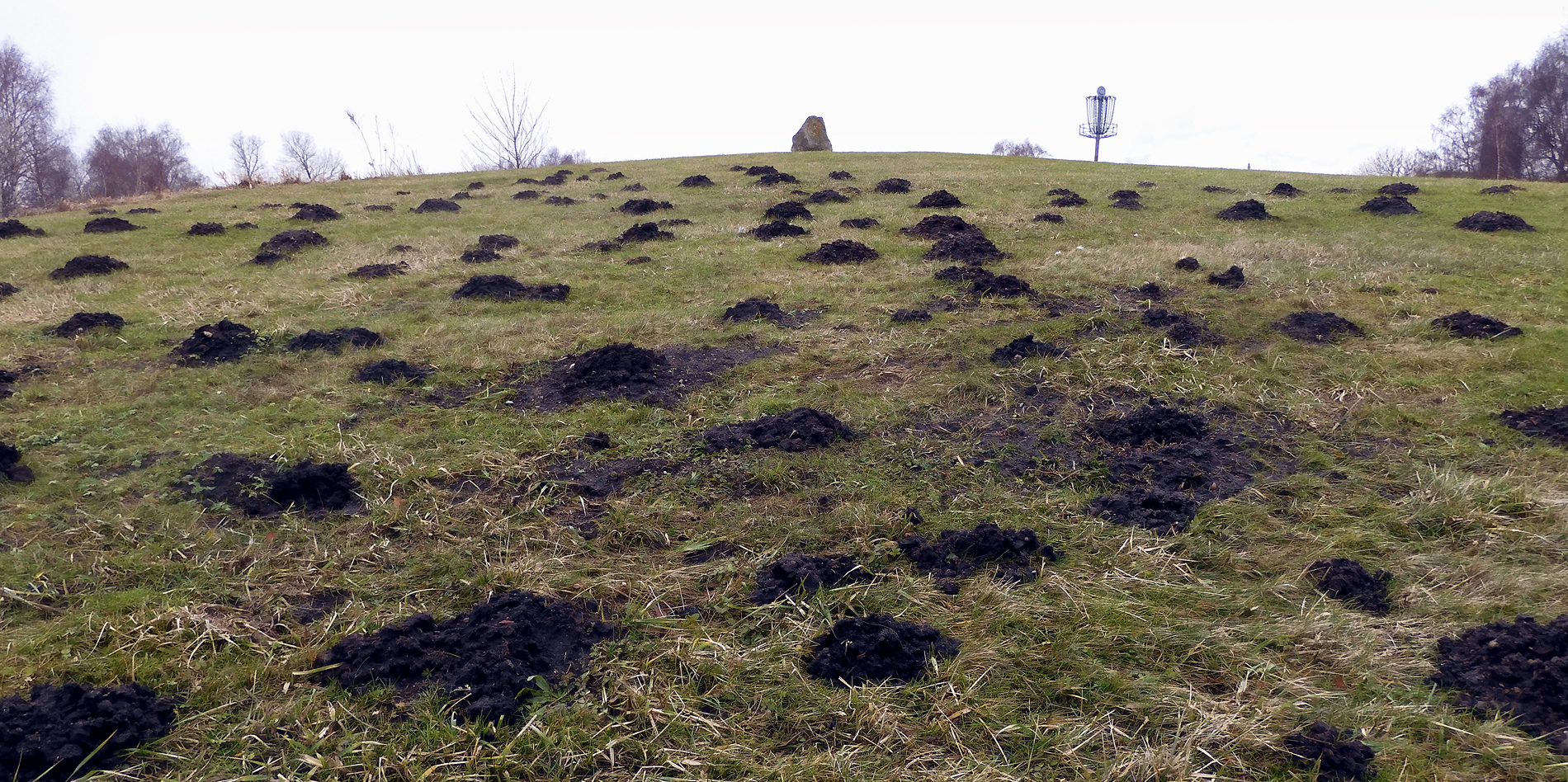
Jordhögar efter Mullvad.

Hannen och honan har skilda bon. Boet markeras med urin och dessutom producerar mullvaden en luktande körtelvätska som troligen hjälper hannar och honor att hitta varandra under parningstiden.
Med hjälp av sina starka nackmuskler och de skovellika händerna river mullvaden sönder jordklumparna och kastar dem bakom sig med utomordentlig snabbhet. I gångarna rör sig mullvaden mycket fort. Den når där en hastighet på 67 meter/minut (cirka 4 kilometer/timme). Mullvaden simmar också ganska bra.
Mullvadarna är osociala och kämpar med varandra vid stridigheter om reviret. Honor har i sina äggstockar ett område (ovotestis) som producerar testosteron. Troligen är de därför lika aggressiva som hannarna.
Under vintern ligger djuret inte i dvala, varför det på kalla breddgrader då måste uppsöka sin föda på större djup.
Mullvaden jagas av olika rovfåglar samt av rävar och vildsvin. Även hundar och tamkatter dödar ibland mullvadar.

### Fortplantning
Fortplantningen äger normalt rum en gång per år mellan mars och maj och resulterar i en kull på 2—7 ungar (genomsnitt 3). Dräktighetstiden är 4–5 veckor (genomsnitt 33 dagar) och ungarna diar ungefär 6 veckor. Vid födseln är ungdjuren nakna, blinda och inte större än en bondböna, vilket gör att de hör till de mest hjälplösa bland däggdjurens ungar. Eftersom de redan från första början har stor aptit, tillväxer de dock snabbt. Efter två månader lämnar de unga boet. De tar då ofta vägen ovan jord, och blir därmed ett lätt byte för rovdjur.
Mullvadar kan bli 4 till 5 år gamla, men de flesta individerna dör tidigare. Undersökningar visade att två tredjedelar av populationen i ett visst område är ett år gammal eller yngre. Individer som är tre år eller äldre hittas sällan.

## Mullvaden och människan

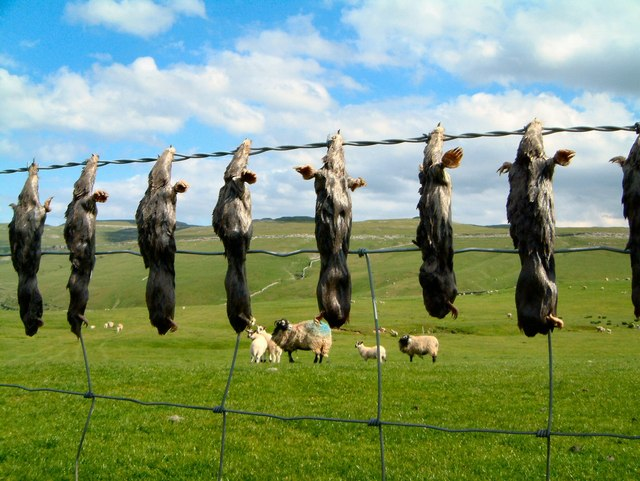
Lokalt har mullvaden jagats hårt som skadedjur. Här upphängda kadaver av mullvad på ett staket på Malham Moor, Storbritannien.

### Som skadedjur
Mullvaden anses vara ett skadedjur i odlingar. Alfred Brehm skrev i sitt verk Djurens liv att: "mullvaden är i förhållande till sin storlek (ett) fruktansvärdt rofdjur", och liknande uppfattningar bidrog till artens dåliga rykte i flera decennier.

### Bygdemål
I Västerbottens bygdemål kallas mullvaden gwann.